# Raddea hoenei
Raddea hoenei är en fjärilsart som beskrevs av Charles Boursin 1963. Raddea hoenei ingår i släktet Raddea och familjen nattflyn. Inga underarter finns listade.